# Porella compressa
Porella compressa är en mossdjursart som först beskrevs av James Sowerby mycologist 1805.  Porella compressa ingår i släktet Porella och familjen Bryocryptellidae. Arten är reproducerande i Sverige. Inga underarter finns listade i Catalogue of Life.